# NGC 5035
NGC 5035 ist eine 12,8 mag helle Linsenförmige Galaxie vom Hubble-Typ SB0-a im Sternbild Jungfrau auf der Ekliptik. Sie ist schätzungsweise 92 Millionen Lichtjahre von der Milchstraße entfernt und hat einen Durchmesser von etwa 40.000 Lj.
Im selben Himmelsareal befinden sich u. a. die Galaxien NGC 5030, NGC 5037, NGC 5044, NGC 5047.
Das Objekt wurde am 17. März 1881 vom US-amerikanischen Astronomen Edward Singleton Holden entdeckt.